# Mestre Dinho

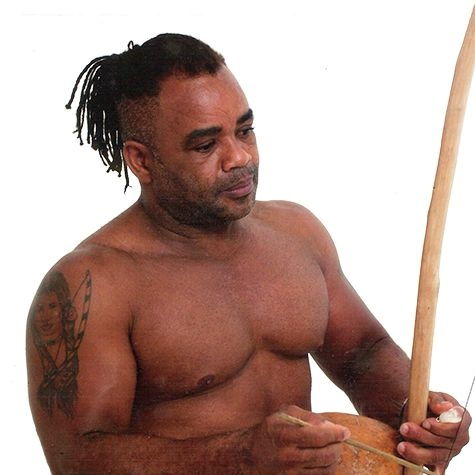
Mestre Dinho, tocando berimbau

Raimundo dos Santos, mais conhecido como Mestre Dinho, nasceu em 15 de maio de 1957, no bairro da Boa Vista de São Caetano, na Cidade Baixa, em Salvador. Nenhum de seus antepassados praticava capoeira. Ele teve seu primeiro contato com a capoeira através do Mestre Fiinho, na Massaranduba, e com o mestre deste, o Mestre Nô, na Boca do Rio, em 1971, quando tinha apenas 14 anos de idade.
Inicialmente um vendedor de berimbaus nas proximidades da Igreja do Bonfim, um ponto turístico em Salvador, Mestre Dinho não praticava capoeira até observar uma roda diária de capoeira no bairro da Massaranduba, organizada por Fiinho e outros capoeiristas. Em uma dessas ocasiões, ele pediu a um dos músicos para tocar o berimbau e demonstrou habilidade excepcional, chamando a atenção de Fiinho, que ficou interessado em aprender o instrumento.
Assim, começou um intercâmbio entre os dois: Mestre Dinho ensinava Fiinho a tocar berimbau, e, em troca, Fiinho o ensinava capoeira nos dias de segunda, quarta e sexta-feira, no colégio Centro Social Mangueira.

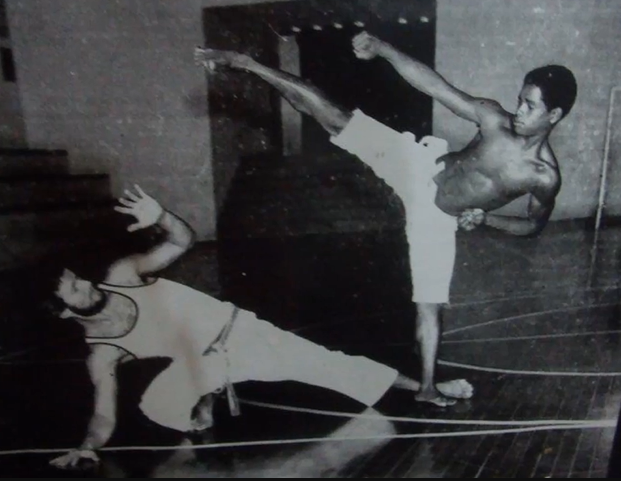
Mestre Dinho adolescente praticando arte marcial

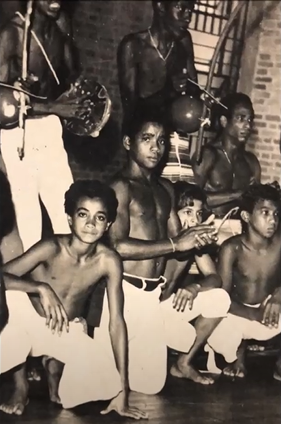
Mestre Dinho e Mestre Fiinho

Após anos de desenvolvimento da sua capoeira, ele recebeu um convite do Mestre Nô para se apresentar no Restaurante A Moenda, localizado na Boca do Rio, um dos principais polos de shows folclóricos em Salvador e um tradicional restaurante da cidade entre as décadas de 60 e 90. Sua jornada nos espetáculos folclóricos continuou na Tenda dos Milagres e no Alto da Ondina.
Entretanto, foi com o Grupo Viva Bahia que seu nome se tornou conhecido em todo o mundo. Viajando por diversos países entre 1978 e 1982, realizando apresentações folclóricas pelo grupo da professora Emília Biancardi, onde renomados capoeiristas ganharam fama internacional, como Camisa Roxa, Acordeom, Itapoan, Marcos Alabama, Camisa, Boca Rica, João de Barro, Lua Rasta, Môa do Katendê, Di Mola, entre outros.
Ele fundou o grupo Meia Lua da Bahia no Colégio Severino Vieira, em Nazaré. Em 1982, aos 25 anos, ele começou a coordenar seu próprio show folclórico no Solar do Unhão. Em 1988, aos 31 anos, criou o Grupo Topázio no Bairro da Liberdade. Este bairro seria a sede do grupo até o início dos anos 2000, quando mudaram para a Ladeira de Santana, no Bairro de Nazaré.
Mestre Dinho praticou uma variedade de artes marciais, incluindo karatê, taekwondo, hapkido, judô, luta livre, jiu-jitsu e boxe. Com base em sua vasta experiência e aprendizado nessas disciplinas, ele enriqueceu e adaptou a Capoeira Regional, resultando na evolução do estilo do Grupo Internacional de Capoeira Topázio para uma forma facilmente reconhecível em todo o mundo.

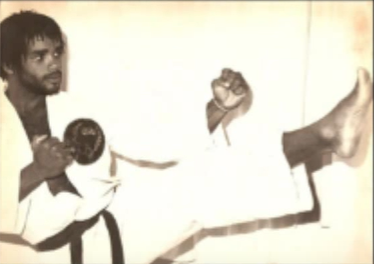
Mestre Dinho posa para a foto com um chute

Altamente disciplinado, ele abstém-se de fumar e de ingerir bebidas alcoólicas, enquanto encoraja ativamente seus alunos a adotarem seu estilo de vida saudável, que inclui a não utilização de drogas e a prática regular de esportes.